# Wapen van Boussu
Het wapen van Boussu is het heraldisch wapen van de Henegouwse gemeente Boussu. Het eerste wapen werd op 19 mei 1913 (publicatie in het Belgisch Staatsblad op 14 juni) bij koninklijk besluit aan de gemeente toegekend, het tweede, aangepaste wapen werd op 9 maart 1987 bij ministerieel besluit aan de fusiegemeente Boussu toegekend.

## Geschiedenis
Het eerste wapen werd in 1913 aan de gemeente Boussu toegekend en ging terug op het oudst bekende zegel van de gemeente uit 1574, dewelke het wapen van de familie Hénin-Liétard toonde, dewelke de heerlijkheid Boussu rond 1200 verwierf en deze tot 1804 wist te behouden.
Het in 1987 aan de in 1977 door het samengaan met Hornu) ontstane fusiegemeente Boussu toegekende gemeentewapen was een samenvoeging van de wapens van beide voormalige gemeenten. Hornu voerde sinds 1946 officieus een wapen dat was gebaseerd op een zegel van de schepenbank uit 1599. Dit verwees naar het feit dat de abten van het abdij van Saint-Ghislain tot 1789 over het grondgebied van Hornu heersten, zo is in de onderste deel van de eerste helft van het schild het wapen van abt Jean Hazart (1586-1604).

## Blazoenering
De blazoenering van het eerste wapen luidde als volgt:

De gueules à la bande d'or, l'écu surmonté d'une couronne à douze perles.
Van keel met een schuinbalk van goud. Het schild getopt door een kroon met twaalf parels.
— Koninklijk Besluit van 19 mei 1913 (gepubliceerd op 14 juni).

Het huidige wapen heeft de volgende blazoenering:

2 écus: à dextre : de gueules à la bande d'or, l'écu surmonté d'une couronne à douze perles posées sur le cercle ; à senestre : parti : à dextre, coupé : au premier d'or à l'aigle bicéphale de sable, au second écartelé aux 1 et 4 de gueules à deux bars adossés d'argent, aux 2 et 3 d'argent à un buste d'homme de gueules ; à senestre, d'azur semé de fleurs de lis d'or dans un treillissé d'argent ; l'écu sommé d'une mitre d'or posée sur une crosse du même, le crosseron dirigé à senestre.
2 schilden: links : in keel een schuinbalk van goud, het schild getopt door een kroon met twaalf parels geplaatst op de cirkel ; rechts : gedeeld : links, gehalveerd : in het eerste in goud een dubbelkoppige adelaar van sabel, in het tweede gevierendeeld met in 1. en 4 in keel twee dwarsbalken van zilver, in 2. en 3. in zilver een buste van een man van keel ; rechts, in azuur gezoomd met fleur de lis in een dicht getralied van zilver ; het schild getopt met een mijter van goud geplaatst op een bisschopstaf van dezelfde kleur, de bisschopstaf naar links gericht.
— Ministerieel besluit van 9 maart 1987.